# Antinsaari (ö i Södra Savolax, S:t Michel, lat 61,70, long 26,94)
Antinsaari är en ö i Finland. Den ligger i sjön Puula och i kommunen Sankt Michel i den ekonomiska regionen  S:t Michel och landskapet Södra Savolax, i den södra delen av landet, 200 km nordost om huvudstaden Helsingfors. Öns area är 2,1 hektar och dess största längd är 250 meter i sydöst-nordvästlig riktning.